# Beppi Zancan
Giuseppe Zancan, noto anche con lo pseudonimo di Beppi (Torino, 14 gennaio 1936 – Torino, 8 giugno 2016), è stato un giornalista italiano.

## Biografia
Nacque a Torino il 14 febbraio del 1936 da una famiglia di origine veneta di giuristi, medici e docenti universitari. Durante la guerra, riparò con la famiglia nella villa di Viverone, dove trascorse alcuni degli anni più belli della fanciullezza insieme al fratello Giampaolo.
Rientrato a Torino, frequentò il liceo classico presso l’Istituto Sociale dei padri Gesuiti.
Si laureò in giurisprudenza con Norberto Bobbio, del quale fu assistente, elaborando una tesi di filosofia del diritto sul concetto di giustizia in Dostoevskij.
L’amore per Dostoevskij, che Beppi leggeva anche in lingua originale, rimase una costante della sua intera esistenza.
Assolto il servizio militare a Casale, tornò a Torino dove abbandonò la carriera universitaria.
Trasferitosi a Milano, incontrò Arrigo Polillo, direttore della rivista Musica Jazz e direttore del personale di Arnoldo Mondadori, che lo volle con sé come pubblicitario e creativo.
È di questo periodo, nel 1967, la sua prima mostra personale di incisioni, ordinata presso la galleria L’Arte Antica di Torino. Si trattava di incisioni strettamente correlate al lavoro del maestro ideale di Beppi Zancan, Rembradt.
Nel 1971 espose di nuovo all’Arte Antica di Torino e al Gabinetto delle Stampe di Milano e nel 1974 al Casinò di Sanremo.
Nel 1974, divenne giornalista professionista e, nel 1975, gli fu affidata la direzione de Il Mago, una delle più importanti riviste di fumetti italiane, sulle cui pagine trovavano spazio tavole di giovani autori italiani esordienti così come strisce straniere, prevalentemente umoristiche. In quello stesso anno conobbe Carlotta Frattini, che divenne sua moglie l’anno successivo.

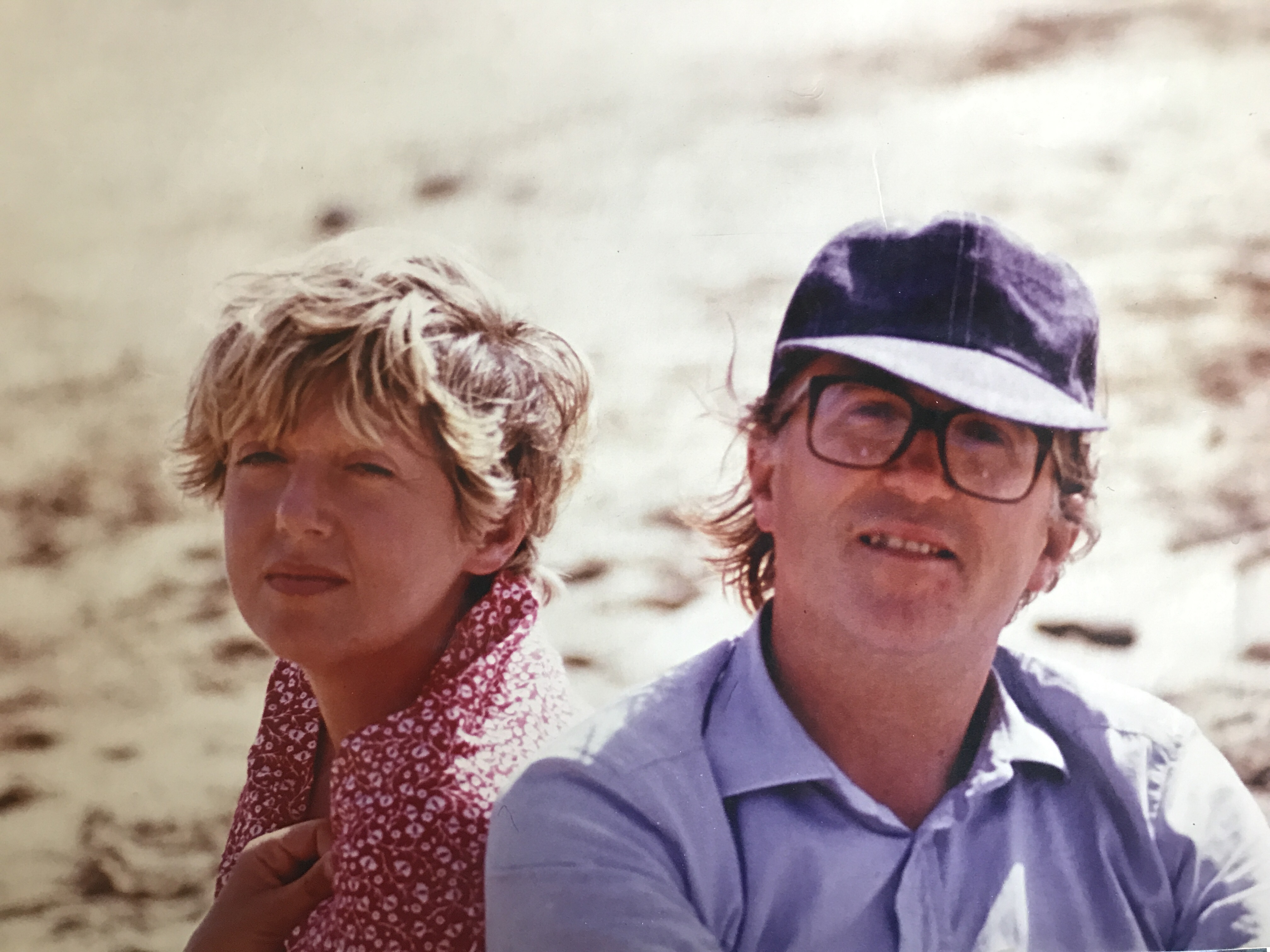
Beppi e Carlotta

Ancora nel 1976, ordinò una nuova mostra di incisioni, nuovamente presso la galleria L’Arte Antica, mentre la prima esposizione torinese di opere pittoriche avvenne soltanto nel 1981, presso la galleria Quaglino di piazza San Carlo; qui espose le sue tele, in cui l’impronta dei grandi impressionisti, tra i quali soprattutto Van Gogh e Cezanne emergeva forte ed evidente.
La pennellata di Beppi Zancan rimane tuttavia personale e autonoma, pur riflettendo ardentemente l’ammirazione per quei grandi.
Nel 1982, dopo un breve periodo in Giorgio Mondadori, dove fu caporedattore delle riviste Arte e Antiquariato, entrò alla redazione del quotidiano torinese La Stampa, dove gli fu subito affidata la gestione dell'inserto Tutto Dove.
Nel 1983 espose al Circolo degli Artisti di Torino.
Dal 1987 curò la sezione dedicata all’arte di Torino Sette, uno dei più apprezzati e seguiti inserti del quotidiano La Stampa.
È del 1987 l'ultima esposizione di opere pittoriche, presso la galleria Davico, mentre il 1990 sarà l'anno dell'ultima mostra di incisioni realizzate in omaggio a Rembrandt, presso la galleria L'Arte Antica.
Nel 1997, compiuti i sessant’anni, decise di ritirarsi dalla vita professionale per dedicarsi alle sue passioni principali, prevalentemente l’incisione e la pittura, ma anche la scrittura.
È proprio di questi anni la pubblicazione dei romanzi La gatta Miomao  e La balbuzie di Bobbio (entrambi per i tipi de L'Angolo Manzoni editore, Torino).
Le opere antecedenti agli anni Ottanta riflettono una ricerca spiccatamente introspettiva, in cui la costruzione dei dipinti è maggiormente stratificata e dove si incontra una maggiore profondità dei piani pittorici; quelle più tarde manifestano una maniera espressiva progressivamente trasformata, più "disegnata", più orizzontale e più elementare sebbene più verista rispetto al passato.

## Mostre
- 1967 L’Arte Antica, Torino
- 1971 L’Arte Antica, Torino
- 1971 Il Gabinetto delle Stampe, Milano
- 1974 Casinò di Sanremo, Sanremo
- 1976 L’Arte Antica, Torino
- 1976 Il Gabinetto delle Stampe, Milano
- 1977 Galleria Tardy, Enschede, Olanda
- 1981 La Giostra, Asti
- 1981 Arte Centro Quaglino, Torino
- 1983 La Giostra, Asti
- 1983 Circolo degli Artisti, Torino
- 1987 Le Immagini, Torino
- 1987 Davico, Torino
- 1990 L’Arte Antica, Torino